# Криптопортик

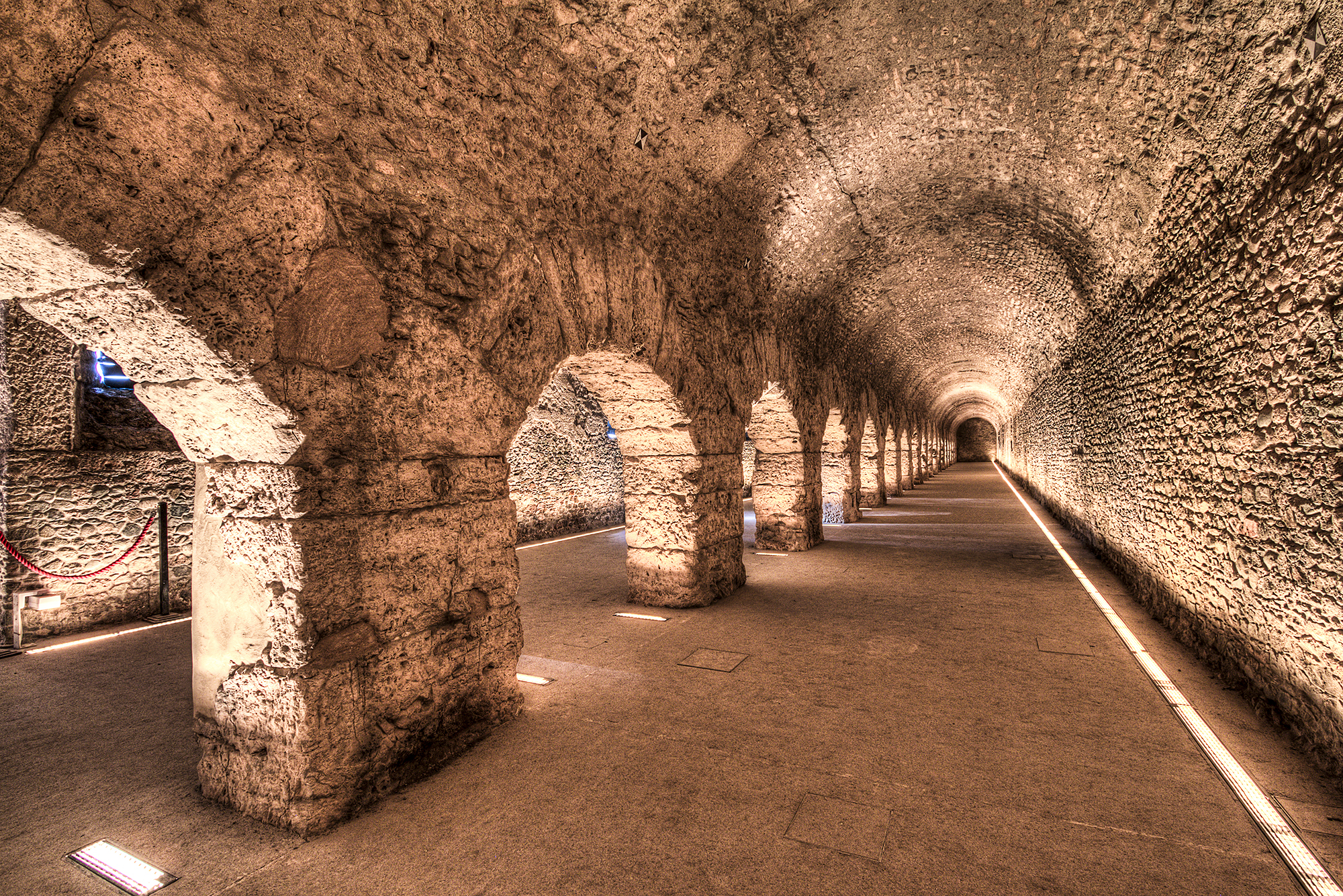
Криптопортик под форумом Аосты

Криптопо́ртик (от др.-греч. κρυπτός «скрытый» + лат. porticus «портик», «проход») — крытый коридор в древнеримской архитектуре.
Представляет собой подземную или крытую надземную галерею с арочным сводом. Часто имеет окна, служащие для естественного освещения и вентиляции.
Зачастую это подвальное помещение, первичное назначение которого — выравнивание участка местности при строительстве и обеспечение устойчивости постройки. В дальнейшем могло использоваться как склад для хранения амфор и скоропортящихся продуктов. Некоторые криптопортики имеют настенную роспись и другие элементы декора. 
Среди известных примеров — криптопортики Золотого дома Нерона и криптопортик Нерона на Палатине в Риме, криптопортик на Вилле Адриана в Тиволи, криптопортик под форумом Аосты, криптопортики Геркуланума, Коимбры, Арля, Реймса и т. д.